# Mateo IV de Montmorency
Mathieu IV de Montmornecy (1252-1304), llamado “El Grande”, fue un noble y militar francés del siglo XIII.

## Biografía
Fue el hijo mayor de Mathieu III de Montmorency, Señor y Barón de Montmorency, y de Jeanne de Brienne, Dama de Ramerupt. A la muerte de su padre, heredó los feudos de Montmorency, y de Écouen. Es una de las figuras máximas de la dinastía de Montmorency, célebre por su valor, por lo que se le llamó “El Grande”.
A causa de haberse distinguido en las campañas de Apulia en 1282 y Aragón en 1285, fue nombrado en el alto cargo de Gran Chambelán de Francia por S.M. el Rey Felipe IV “El Hermoso”, recibiendo además el feudo de Damville con el título de Señor.
En 1294 tomó parte activa en la conquista de la Guyena, bajo las órdenes de Carlos de Valois.
En 1296 participó en una expedición naval contra Inglaterra, que terminó con la toma, saqueo y quema de Dover. Estuvo presente en los campos de batalla de Furnes en  1297 y Kortrijk en 1302.
Mathieu IV de Montmorency tuvo una destacada y distinguida actuación en la batalla de Mons-en–Pévèle el 18 de agosto de 1304, a un lado del Rey Felipe “El Hermoso” contra las milicias flamencas, donde fue herido y falleciendo dos meses más tarde a causa de esta batalla. 
Su sepulcro esculpido en piedra, se encuentra en la iglesia de Saint-Maclou de Conflans-Sainte-Honorine, feudo del que fue Co-Señor junto al priorato de los monjes benedictinos.

## Títulos
- XIII Señor de Montmorency.
- Señor de Écouen.
- Señor de Argentan.
- Señor de Damville.
- Almirante de Francia.
- Gran Chambelán de Francia.

## Matrimonio y descendencia
Contrajo primer matrimonio, con dispensa de S.S. el Papa, ya que eran parientes por ambos costados, con Marie de Dreux (1265-1276), Princesa de Sangre Real de Francia, hija de Robert IV de Dreux, Conde de Dreux y de Braine, y de Beatrix de Montfort, Condesa de Montfort. No hubo descendencia de este matrimonio.
Casó en segundas nupcias en 1277 con su también pariente Jeanne de Lévis-Mirepoix (1248-1306), de antigua y nobilísima familia francesa, hija de Guy III de Lévis-Mirepoix, Señor de Mirepoix y Mariscal de la Fe, y de Isabeau de Montmorency-Marly.
De este segundo matrimonio nacieron:
- 1. Mathieu V de Montmorency.[1]
- 2. Jean I de Montmorency.[1]
- 3. Alix de Montmorency.[1]
- 4. Isabeau de Montmorency.[1]